# 锡格河畔基兴
锡格河畔基兴是德国莱茵兰-普法尔茨州的一个市镇。总面积39.59平方公里，总人口8578人，其中男性4272人，女性4306人（2011年12月31日），人口密度217人/平方公里。